# كأس اليونان 1951–52
كأس اليونان 1951–52 (باليونانية: Κύπελλο Ελλάδος ποδοσφαίρου ανδρών 1951-52) هو الموسم 10 من كأس اليونان. أشرف على تنظيمه الاتحاد الإغريقي لكرة القدم، وفاز فيه نادي أولمبياكوس.